# 무오밀칙
무오밀지(일본어: 戊午の密勅 보고노믿쵸쿠[*])는 미일수호통상조약(日米修好通商条約)이 조정의 칙허도 없이 조인된 뒤인 안세이 5년, 간지로 무오년(1858년) 음력 8월 8일(양력 9월 14일)에 일본의 고메이 천황이 미토 번에 막부에 의한 정치개혁을 지시하는 밀지(密旨)을 내린 사건이다.
원래 천황의 윤지(綸旨)는 간파쿠(關白, 당시 구조 히사타다)의 입궐을 거치는 것이 정식 수속이었음에도 이를 거치지 않고 천황 자신이 직접 내렸기 때문에 밀칙(密勅)이라고 부른다(구조 히사타다에게는 부케덴소로부터 '천황의 굳은 의지'라는 뜻이 전해졌고, 승인을 받았다).

## 경위
안세이 5년 8월 5일 심경(深更)에 고메이 천황은 막부에 대해 초쿠조(勅諚, 윤지)를 내리겠다는 뜻을 보였고, 대궐(다이리)에서 급히 조의(朝議, 조정 회의)가 개최되었다. 이미 7월에도 똑같이 막부에 대해 초쿠조가 내려졌지만, 그 대답이 막부로부터 오지 않는 상황이 한 달이나 지속되는 와중에 재차 초쿠조를 내렸음에도 이렇다 할 효과를 보이지 않고 있는 상황이었으므로, 초쿠조를 여러 번(藩)들에 직접 하달하게 되었던 것이다. 가장 유력한 후보는 사쓰마 번(薩摩藩)이었는데, 막 한 달 전에 시마즈 나리아키라(島津斉彬)가 급사한 상태였으므로 이어 미토 번(水戸藩)과 조슈 번(長州藩)에 내리는 것으로 조의가 결정되었다. 친막부파였던 간파쿠 구조 히사타다(九条尚忠)가 입궐하지 않은 상태에서 부케덴소(武家伝奏) 구가 다케미치(久我建通), 마데노코지 마사후사(万里小路正房)로부터의 설명에 의해 집행봉승(執行奉承, 사후승인)만이 결정되었으므로 엄밀한 의미의 '밀지'라고 할 수는 없었지만, 그 형식은 어디까지나 통상적인 초쿠조였다.
미토 번주 앞으로의 초쿠조는 8월 7일 심경(深更)에 무가전주 마데노코지 마사후사의 이정(里亭)에서 미토 번의 교토 유수거역(留守居役) 우가이 기치자에몬 도모노부(鵜飼吉左衛門知信)에게 전달되기로 했는데, 기치자에몬의 지병이 악화되는 바람에 그 아들인 교토 유수거역 조역(助役)인 고키치(幸吉, 도모아키知明)가 대신 이를 받았다. 이 무렵 고키치는 고노에 다다히로(近衛忠煕)로부터 이번 초쿠조가 미일수호통상조약 체결 뒤 막부의 조정에 대한 거듭되는 '비례'(非礼)를 꾸짖고, 근신 중이던 나리아키(斉昭)를 중심으로 막정(幕政)의 개혁을 행하도록 하는 것을 목적으로 하고 있음을 듣게 되었다.
고키치는 일단 자택으로 돌아와 오사카 구라야시키(大阪蔵屋敷)의 데다이(手代) ・ 오제 덴자에몬(小瀬伝左衛門)이라고 이름을 바꾸고 행상으로 변장하고 빈 바구니를 짊어진 채 도카이도(東海道)를 잠행해 16일 심야에 미토 번의 고마이리 저(駒込邸)에 있던 미토 번주 도쿠가와 요시아쓰(徳川慶篤)에게 초쿠조를 전했다. 이보다 앞서 사쓰마 번사인 사이고 기치노스케(西郷吉之助)가 미토 번의 가로(家老) 아지마 다테와키(安島帯刀)에게 미토 번에 대해 천황의 초쿠조가 내려왔다는 것과 이를 여러 번들에게도 회송할 것인가에 대한 가부를 타진하였는데, 아지마는 미토 번 내부의 혼란상을 이유로 이를 거절했고, 사이고가 교토로 돌아온 것과 딱 엇갈려서 우가이가 초쿠조가 가져왔으므로 아지마는 경악하였다고 한다. 다만 사이고가 교토를 출발한 것이 8월 4일의 일이고 밀지 이야기가 고메이 천황 주변에 발생한 것이 그 다음날인 8월 5일이라는 점을 생각해 보면 사이고 전설의 일환으로써 훗날의 창작일 가능성도 있다. 또한 나리아키는 초쿠조가 미토 번에 내려졌다는 것을 듣고 그 수신자가 히토쓰바시(一橋)였다면 이를 여러 번들에게로 회송하는 것과 막정 개혁을 완수할 수도 있었을 텐데 요시아쓰에게 그런 것은 무리라고 말했다고 한다. 막부에는 막부와의 대립을 의도하는 것은 아니고 협력하여 대외정책을 맡아 나가자는 것을 의도로 하는 것이었다는 간파쿠 구조 히사타다의 첨부 문서가 10일에 긴리즈키(禁裏付) 오쿠보 이치오(大久保一翁)를 통해 전해졌는데, 에도에서 미토에 먼저 도착할 것을 도모하는 시기였다. 미토 번에서 고산케(御三家), 고산쿄(御三卿)에게는 칙서 회송이 이루어졌으나 그 외에 여러 번에는 막부의 명에 의해 비밀로 숨겨졌다. 조슈 번이나 에치젠 번(越前藩) 등 웅번(雄藩)에는 그 사본이 간파쿠 이외의 셋케(摂家)를 통해 집안끼리의 연줄을 통해 송부되었다.

## 내용
- 칙허가 없이 이루어진 미일수호통상조약, 안세이 5개국 조약)에 조인한 것에 대해 꾸짖고, 상세한 설명을 요구.
- 고산케 및 여러 번에는 막부에 협력하여 공무합체(公武合体)의 결실을 이루고, 막부는 양이(攘夷, 외국에 대한 배척) 추진을 기조로 하는 막정 개혁을 수행할 것을 명령.
- 이 두 가지 내용을 미토 번에서 여러 번에 회달하도록 하라는 부서(副書).

이 세 가지로 요약할 수 있다.
쇼군(将軍)의 신하에 지나지 않는 미토 번에 대해 조정에서 직접 윤지를 내리고, 나아가 엄연히 조정을 대행하여 2백 년에 걸쳐 실질적으로 일본을 지배하는 최고 정부 기관으로 기능해 왔던 막부를 제치고 미토 번에서 전국의 여러 번들에 그 밀지의 사본을 회송토록 지시를 내렸다는 것은 막부가 등한시되고 그 위신이 실추되었다는 것이나 다름없었다. 막부는 초쿠조의 내용을 비밀로 하고 숨기도록 요시아쓰에게 명하고, 다이로(大老) 이이 나오스케(井伊直弼)에 의한 안세이 대옥(安政の大獄)을 본격화시키게 된다. 특히 우가이 기치자에몬(鵜飼吉左衛門)에게서 아지마 앞으로 전해진 서간에는 사쓰마 번이 후시미(伏見)에서 거병할 계획이라는 비사(秘事)가 적혀 있었다고 하며 막부에 그 내용이 누설됨으로 해서 안세이 대옥이 한층 엄중하고 가혹하게 이루어지게 되었다고 한다.
또한 초안 단계에서는 쇼군 후계 문제에 대한 언급도 보이지만 주청 결과 이는 빠졌다.

### 전문
先般墨夷假條約無餘儀無次第ニ而、於神奈川調印、使節へ被渡候儀、猶又委細閒部下總守上京被及言上之趣候得共、先達而敕答諸大名衆儀被聞食度被仰出候詮茂無之、誠ニ以テ皇國重大ノ儀、調印之後言上、大樹公叡慮御伺之御趣意モ不相立、尤敕答之御次第ニ相背輕卒之取計、大樹公賢明之處、有司心得如何ト御不審被思召候。右樣之次第ニ而者、蠻夷狄之儀者、暫差置方、今御國內之治亂如何ト更ニ深被惱叡慮候。何卒公武御實情ヲ被盡、御合體永久安全之樣ニト、偏被思召候。三家或大老上京被仰出候處、水戸尾張兩家愼中之趣被聞食、且又其餘宗室之向ニモ同樣御沙汰之由モ被聞食候。右者何等之罪狀ニ候哉。難被計候得共、柳營羽翼之面々、當今外夷追々入津不容易之時節、既ニ人心之歸向ニモ可相拘旁被惱宸襟候。兼而三家以下諸大名衆議被聞食度被仰出候旨、全永世安全公武御合体ニ而、被安叡慮候樣被思召候儀、外虜計之儀ニモ無之、內憂有之候而者、殊更深被惱宸襟候。彼是國家之大事ニ候閒、大老閣老其他三家三卿家門列藩外樣譜代共一同群議評定有之、誠忠之心ヲ以テ、得ト御正シ、國内治平、公武御合体、彌御長久之樣、德川御家ヲ扶助有之內ヲ整、外夷之侮ヲ不受樣ニト被思召候。早々可致商議敕諚之事。

安政五戊午年八月八日

近衞左大臣

鷹司右大臣

一條内大臣

三條前内大臣

二條大納言

  水戸中納言

             廣橋大納言

             萬里小路大納言

（花押 없음）

【미토 번에의 별지(別紙) 첨서(添書)】

勅諚ノ趣 仰出サレ候 右ハ国家ノ大事ハ勿論 徳川家ヲ御扶助二 思食サレ候間 會議之有リ 御安全之様 勘考 有可キ旨 以之出格 思食仰出サレ候間 猶同列之方々、三卿家門之衆以上隠居ニ至迄、列藩一同ニモ 御趣意相心得ラレ候様、向々ヘモ伝達之有可ク 仰出され候以上— 「戊午秘記」(도쿄 대학교 사료편찬소 데이터베이스), 大森金五郎「大日本全史 下巻」(冨山房、1922년 발행))

## 미토 번에의 영향
처음 번이 세워진 이래로 미토 번에서는 번주에 충실한 개혁파(존왕양이파)와, 막부와의 관계를 중시하는 보수문벌파(제생당)과의 대립이 격화되고 있었는데, 밀지에 대한 대응을 둘러싸고 개혁파 안에서도 밀지대로 이 칙서를 여러 번에 회달시켜야 한다고 하는 의견이 나왔다. 가로(家老) 다케다 고운사이(武田耕雲斎)를 중심으로 하는 존양격파(尊攘激派, 훗날의 덴구토天狗党)와, 칙서는 조정 또는 막부에 반납해야 한다고 하는 아이자와 세이시사이(會澤正志斎)를 중심으로 하는 존양진파(尊攘鎮派)로 나뉘어 격렬하게 대립했고, 삼파전 양상을 띠면서 이 혼란이 수습되지 못한 채 메이지 유신(明治維新)을 맞이하게 되었다.
막부는 미토 번에 대해 칙서를 여러 번으로 회송하는 것을 그만두라고 명령하고, 칙서를 그대로 조정에 반납할 것을 요구했지만, 칙서 반납에 반대하는 격파 번사들으나 영지 백성들은 안세이 5년 9월과 6년 5월에 고가네쥬쿠(小金宿)에 결집(제1차, 제2차 고가네 둔집), 칙서의 반납을 저지하기 위해 활약하였으며, 이에 대해 번주 요시아쓰는 가로 오바 야에몬(大場弥右衛門), 군부교(郡奉行) 가네코 마고지로(金子孫二郎) 등을 보내어 진무에 힘썼으나 이미 억누를 수 있는 상황이 아니었다.
안세이 6년(1859년) 8월 27일(9월 23일) 막부는 '밀지는 주상의 뜻이 아니라 미토 번의 음모'라며 밀지가 내려온 것에 관해 가로 아지마 다테와키에게 할복을, 오쿠유히쓰(奥祐筆) 지노네 이요노스케(茅根伊予之介), 교토 유수거역 우가이 기치자에몬(鵜飼吉左衛門)은 참수, 그 아들인 교토 유수거역 조역 고키치는 옥문(獄門), 간조부교(勘定奉行) 아이자와 이다유(鮎沢伊太夫)는 절해고도로 유배하고, 나리아키는 미토에서 영구히 칩거할 것을 명했다. 번주 요시아쓰는 처분을 보류하였다(안세이 대옥).
12월에 막부가 조정을 움직여 미토 번에 대해 칙서를 막부에 반납하는 일을 명하게 했고, 미토 번내에서는 반납론이 주류가 되었지만 격파는 미토 가도(水戸街道)의 나가오카주쿠(長岡宿)에 수백 명이 결집해 가도를 봉쇄하고(나가오카 둔집), 칙서의 반납을 실력행사로 저지하고자 하였다. 칙서는 역대 미토 번주의 묘당 안에서 엄중하게 보관되다 이듬해인 안세이 7년 2월에 칙서의 반납이 정식으로 결정되었는데, 성 아래에서 격파와 진파가 서로 칼부림을 벌여 죽고 죽이는 등 소란이 일어났고, 사이토 유지로(斎藤留次郎)가 반납 반대를 호소하며 미토 성안에서 할복하는 등 혼란이 벌어져 반납은 연기되었다. 나가오카주쿠에 둔집한 격파에 대한 무력진압 움직임이 일어나고, 격파의 일부는 아예 탈번해 에도로 가서 안세이 7년(1860년) 3월 3일(양력 3월 24일)에 에도 한복판에서 이이 나오스케를 습격해 죽여 버렸다(사쿠라다문 밖의 변). 사건 이후의 혼란으로 반납 문제는 흐지부지되었고, 고메이 천황의 밀지는 그대로 미토 번에 남게 되었다.